# Sven Rinman (konstnär)
Sven Erland Rinman. född 18 oktober 1910 i Göteborg, död där 5 februari 1990, var en svensk  målare och tecknare.
Rinman var son till assuransdirektören Axel Engelbert Rinman och Signe Kjellberg och gift 1936–1938 med Karin Lindelöw och 1939 med Gunnel Bagge och senare med Hilbritt Larson. Rinman studerade vid Slöjdföreningens skola i Göteborg 1927–1928 och under studieresor till Kanarieöarna. Hans hobby, segling, avspeglade sig i hans konst. Han målade främst mariner och skärgårdslandskap i olja, akvarell, pastell, färgpennor eller blyerts. Rinman medverkade som illustratör i ett flertal seglartidskrifter. Han utgav 1943 boken Segla som han själv illustrerade. Rinman finns representerad vid Institut Tessin i Paris.